# Heinrich Adolph Bechert
Heinrich Adolph Bechert (ur. 8 lutego 1691 w Świdnicy, zm. 25 marca 1739 w Jeleniej Górze) – śląski rzeźbiarz doby baroku, członek wielopokoleniowej rodziny rzeźbiarskiej Bechertów.

## Życiorys
Był synem rzeźbiarza Franza Ferdinanda Becherta i jego żony Anny Susanny z domu Hop. Zapewne około 1707 przeniósł się wraz z ojcem do Jeleniej Góry. W 1710 był już w Kamiennej Górze, gdzie 5 maja tego roku wziął ślub z Anną Christiną, córką Zachariasa Wernera, szewca z Pakoszowa. Przebywał w Kamiennej Górze przypuszczalnie do 1728, cały czas pracując jako rzeźbiarz. W 1730 mieszkał w Środzie Śląskiej, a w 1733 z powrotem w Jeleniej Górze, gdzie pozostał aż do śmierci.
Jego syn Johann został rzeźbiarzem w Kamiennej Górze, gdzie pracował co najmniej do ok. 1740. Córka Heinricha Adolpha, Anna Francisca wyszła za mąż za Johanna Kesslera Młodszego, malarza świdnickiego.

## Twórczość
Heinrich Adolph Bechert był najstarszym synem Franza Ferdinanda Becherta, który został rzeźbiarzem. Zapewne wykształcony w jego pracowni. Nie przejął jednak jego warsztatu rzeźbiarskiego, przypuszczalnie ze względu na ciągłą czynność zawodową ojca. Jego dzieła do 1728 są trudne do zidentyfikowania. Być może współpracował wówczas intensywnie z bratem Josephem Antonem Bechertem. Następnie tworzył dla Strzegomia, gdzie być może przebywał przez krótki czas. Najwięcej znanych dzieł pochodzi z ostatnich kilku lat jego twórczości.
Kontynuował stylistykę zapoczątkowaną przez ojca, wzbogaconą o nowe rozwiązania praskie i drezdeńskie. W jego dziełach dominowała dekoracja figuralna. Podobnie jak ojciec chętnie wykonywał płaskorzeźby. W figurach pełnoplastycznych oraz reliefach zauważalny jest wpływ świdnickiego rzeźbiarza Johanna Riedla.

## Dzieła
- 1724-27, Jelenia Góra, udział w wykonaniu dekoracji rzeźbiarskiej prospektu organowego w kościele Łaski
- 1729, Piotrowice Średzkie, figura św. Jana Nepomucena
- 1729, Strzegom, słup św. Trójcy przed kościołem joannitów pw. św. Piotra i Pawła
- 1729, Strzegom, ołtarz szkaplerzny w kościele pw. św. Piotra i Pawła
- 1729-30, Strzegom, Pietà w kościele pw. św. Piotra i Pawła
- ok. 1730, Strzegom, ołtarz św. Benedykta w kościele pw. św. Piotra i Pawła
- ok. 1730, Strzegom, figura św. Grzegorza w kościele pw. św. Piotra i Pawła
- ok. 1730, Strzegom, plakieta ze św. Janem Chrzcicielem w kościele pw. św. Piotra i Pawła
- 1733, Jelenia Góra, grupa Ukrzyżowania w kościele pw. św. Erazma i Pankracego
- 1733, Jelenia Góra, figura św. Jana Nepomucena przy kościele pw. św. Erazma i Pankracego (zachowana tylko głowa figury)